# Akasaka Park Building
L' Akasaka Park Building (赤坂パークビル) est un gratte-ciel construit à Tokyo en 1993 dans le district de Minato-ku. Il mesure 129 mètres de hauteur (hauteur du toit) et 141 mètres de hauteur avec l'antenne.
Il abrite des bureaux sur 30 étages.
L' architecte est la société Mitsubishi Real Estate
La surface de plancher de l'immeuble est de 98 536 m2 desservie par 20 ascenseurs.